# مريم يسوع الآغردية
مريم يسوع الآغردية (بالإسبانية: María de Jesús de Ágreda)‏ والمعروفة أيضًا بكونها الراهبة الرئيسية في آغردا (2 أبريل 1602 - 24 مايو 1665)، هي راهبة بالكنيسة الفرنسيسكانية وكاتبة روحية، ومعروفة بشكل خاص بمراسلاتها الواسعة مع ملك إسبانيا فيليب الرابع وتقاريرها مزدوجة المكان في إسبانيا ومستعمراتها في إسبانيا الجديدة. كانت صوفية معروفة في عصرها.
كتبت مريم يسوع بصفتها عضو في أخوية الحبل بلا دنس، والمعروفة أيضًا باسم حُبالى بلا دنس 14 كتابًا، بما في ذلك سلسلة من المنشورات التي تكشف عن حياة مريم العذراء. ويقال إن نشاطها مزدوج المكان حدث بين ديرها الهادئ في ريف إسبانيا ومع هنود جومانو في وسط نيو مكسيكو وغربي تكساس، وألهم نشاطها هذا الكثير من المبشرين الفرنسيسكان في العالم الجديد. في الثقافة الشعبية منذ القرن السابع عشر، وُصفت مريم يسوع الآغردية بـ «السيدة باللون الأزرق» و«الراهبة الزرقاء»، نسبةً إلى لون زي أخويتها.

## حياتها

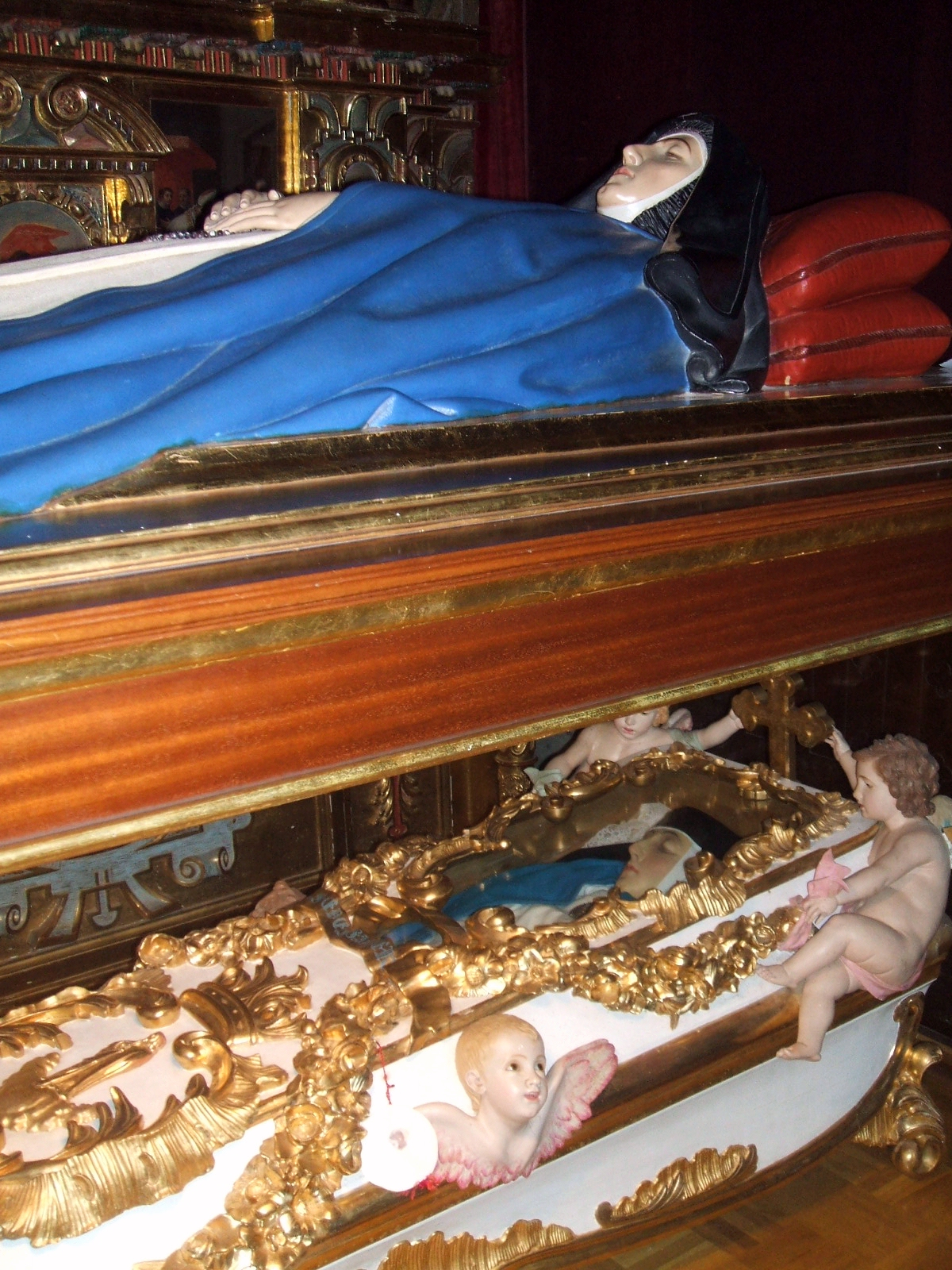
تابوت مريم ياسوع في إسبانيا

### النشأة
وُلدت ماريا كورونيل إي دي أرانا -ابنة فرانسيسكو كورونيل الكونفرسوس (المتحول إلى المسيحية) من أصل يهودي وكاتالينا دي أرانا- في آغردا، وهي بلدة تقع في مقاطعة اسبانيا. كان للزوجين 11 طفلًا، بقي أربعة منهم فقط حتى مرحلة البلوغ وهم فرانسيسكو وخوسيه وماريا وجيرونيما. وصفت ماريا والدتها في وقت لاحق بأنها أكثر حيوية من والدها، على الرغم من أن كليهما كانا مؤمنين بشدة. كان للعائلة علاقات وثيقة مع الإخوة الفرنسيسكان في أخوية سان جوليان، والتي تقع على مشارف المدينة؛ فكان إما أن تذهب الأم إلى الأخوية مع أولادها من أجل حضور القداس الإلهي والاعتراف، أو يأتي الرهبان لزيارة منزل العائلة. ومع ذلك، ذكرت مريم في وقت لاحق أنها شعرت أن والديها كانا قاسيين للغاية عليها عندما كانت طفلة صغيرة للغاية.
يُعتبر الأسقف خوسيه خيمينيز إي سامانييجو مؤلف سيرة مريم يسوع ومعاصرها، فقد كان صديقًا منذ زمن طويل لعائلة كورونيل، وشهد بامتلاك مريم لمعارف إلهية منذ أن كانت طفلة صغيرة. كتب الأسقف أنه منذ سنواتها الأولى، امتلكت مريم نوايا ورؤى شعرت فيها أن الله يعلمها عن خطيئة العالم، واستمرت بهذه القناعة طوال حياتها. في سن الرابعة، حصلت مريم على سر الميرون (سر التثبيت) من الأسقف دييجو دي ييبس، وهو أسقف وكاتب سيرة وآخر أسقف اعترفت له تيريزا الأفيلاوية، التي بدورها أفادت بإعجابها بفطنة الطفلة الروحية. شعرت مريم في هذه المرحلة من حياتها بدفء متزايد في مواقف والديها تجاهها.
عندما كانت مريم يسوع في الثانية عشرة من عمرها، قرّرت دخول الدير بعد أن قررت أن تكون إحدى راهبات الكرمل المنبوذات في طرسونية. بينما كان والداها يستعدان لمرافقتها للدير، جاءت رؤية لكاتالينا دي أرانا مفادها هو تحويل منزل العائلة إلى دير تنذر هي وبناتها حياتهنّ كراهبات فيه. وفي حين وافقت ماريا الصغيرة على هذا الاتفاق، رفض والدها الموافقة عليه. حصل الوالد على الدعم من شقيقه ميديل، وكذلك من قبل جيرانهم الذين اعتبروا جميعًا أن هذا الترتيب هو انتهاك لنذور زواجهم.
استمر الوالد بالمقاومة لمدة ثلاث سنوات حتى عام 1618 ثم اعتبر رجلًا عجوزًا في أوائل خمسينياته، فدخل هو (وشقيقه في وقت لاحق) أخوية سان أنطونيو الفرنسيسكانية في نالدا كأحد أعضاء الأخوية. واصل إخوانها -الذين أصبحوا أخوة (في أخوية دينية) بالفعل- دراساتهم حول الكهنوت الكاثوليكي في بورغوش. تذكرت مريم يسوع فيما بعد هذه الفترة كتجربة قاسية على حياتها الروحية أدت إلى شعور معين بالخيلاء.

### الحياة الرهبانية
حولت كاتالينا وبناتها منزل الأسرة إلى دير من أديرة حبل بلا دنس، ليكنّ جزءًا من أخوية الحبل بلا دنس. كان اختيار هذه الأخوية جزءًا من تفاني مريم الكبير لأخوية الحبل بلا دنس الذي تميز بالروحانية الإسبانية في تلك الفترة.
لقد بدأن هذا المسعى كجزء من عادة الانعزال الخاصة بالأخوية -أو كما أعيدت صياغتها- فرعًا من فروع الأخوية. لسوء الحظ، لم تكن هناك أديرة لهذا الفرع في المنطقة، لذلك أُحضرت ثلاث راهبات من الفرع الأصلي من ديرهم في بورغوش ليكنّ بمثابة الراهبات الرئيسيات في المجتمع الديني ولتدريب الراهبات الجديدات على حياة الأخوية.
لقد أقرّت مريم يسوع فيما بعد أن هذا الأمر قد أعطى المشروع بداية سيئة، وذلك لأن الراهبات الرئيسيات كنّ يُعلمن الراهبات الجديدات طريقة حياة لم يعرفنها ولم يمارسنها من قبل. كانت مريم يسوع في السادسة عشرة من عمرها عندما لبست هي ووالدتها وشقيقتها الزي الديني للأخوية وأُعطيت الاسم الديني الذي أصبحت معروفة به الآن.
شعرت مريم على الرغم من ذلك أنه يتعين عليها تعويض سنوات تراخيها خلال فترة الخلاف بين والديها والتأخير في تأسيس الدير الناتج عن ذلك الخلاف.
عندما انضمت نساء أخريات إلى المجتمع الديني، أعيد بناء الدير (واكتمل في عام 1633)، على الرغم من أنه عندما بدأت إعادة البناء كانت خزائن المجتمع الديني تحتوي على 24 ريال إسباني (حوالي 2.5 دولار إسباني في ذلك الوقت)، مضافًا عليها 100 ريال إسباني من المصلين والعديد من الهدايا الأخرى وساعات من العمل التطوعي. 
بمجرد أن بدأت مهنتها الدينية (نطقها للنذور الدينية) في عام 1620، بدأت معاناة مريم يسوع الطويلة مع المرض والوساوس. بعد وفاة والدتها، عُيّنت مريم يسوع -التي كانت تبلغ من العمر 25 عامًا- كقائمة مقام والدتها، وبعدها انتخبنها راهباتها لتكون راهبتهنّ الرئيسية. على الرغم من أن القواعد تتطلب تغيير الراهبة الرئيسية كل ثلاث سنوات، بقيت مريم مسؤولة بشكل فعال عن الدير حتى وفاتها، باستثناء إجازة لمدة ثلاث سنوات في الخمسينيات من عمرها.
مالت مريم يسوع طوال حياتها إلى «الصلاة الداخلية» أو «الصلاة الهادئة». مثلها مثل مواطنة بلدتها تيريزا الأفيلاوية من الجيل الذي سبق جيل مريم يسوع، أدت هذه التجارب المليئة بالصلوات إلى نشوة دينية، بما في ذلك الهلوسة حسب بعض الروايات المنقولة. راقبت محاكم التفتيش أصحاب هذه الممارسات نظرًا إلى أن هذا النوع من الصلاة كان شائعًا جدًا بين النساء.

## روابط خارجية
- مريم يسوع الآغردية على موقع الموسوعة البريطانية (الإنجليزية)